# Trattato di Barcellona (1493)
Trattato di Barcellona del 1493 è un accordo tra Carlo VIII e Ferdinando II d'Aragona.
Carlo VIII cede la Cerdagna e il Rossiglione lungo il versante francese dei Pirenei a Ferdinando II d'Aragona.